# Viquingues de Jomsburgo

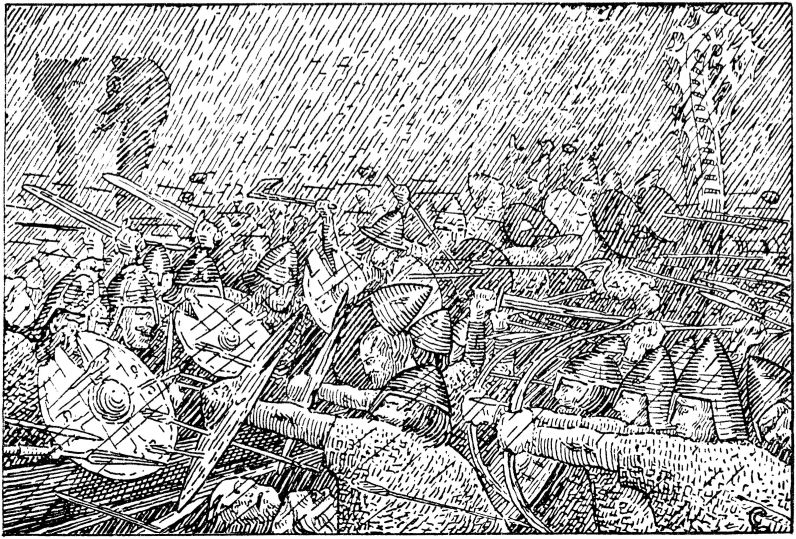
Viquingues de Jomsburgo na Batalha de Hjörungavágr

Viquingues de Jomsburgo, também citados como jomsviquingues (em sueco: Jómsvíkingar, singular Jómsvíking) era uma lendária irmandade de viquingues mercenários ou brigantaggios dos séculos X e XI fieis ao culto de divindades como Odim e Tor. Leais ao paganismo nórdico, a sua reputação cruzara a fronteira das crenças, combatendo por qualquer senhor capaz de pagar os seus sumarentos vencimentos que, ocasionalmente, combatiam até ao lado de cristãos.
De acordo com as sagas nórdicas, nomeadamente a Saga do Viquingue de Jomsburgo, a saga de Olaf Tryggvason e histórias relatadas no Livro de Flatey - Flateyjarbók - a sua fortaleza Jomsburgo está localizada a sul do Mar Báltico, porém a localização exacta é ainda contestada pelos  historiadores e arqueólogos da modernidade. Vários pesquisadores apontam a colina de Silberberga, a norte da cidade de Wolin na ilha com o mesmo nome. Jomsburgo foi identificado como "Jumne", "Julin" e "Vineta" mencionadas em registos medievais dinamarqueses e alemães.
A lenda dos viquingues de Jomsburgo aparece em algumas sagas islandesas dos séculos XII e XIII. A existência de Jomsburgo é um assunto de debate nos círculos históricos, principalmente devido à escassez de fontes primárias. Não há fontes contemporâneas que citem os apelidos Jomsvikings e Jomsburgo, porém existem três pedras rúnicas e inúmeras composições de estâncias lausavísur referentes às suas batalhas.